# Chrysler Imperial Speedster
Chrysler Imperial Speedster – samochód sportowy produkowany przez amerykańską firmę Chrysler w roku 1932. Wyposażony był on w otwarte nadwozie. Samochód był napędzany przez silnik o pojemności 6,3 l. 

## Dane techniczne
- Silnik: V8 6,3 l (6208 cm³)
- Układ zasilania: b.d.
- Średnica × skok tłoka: b.d.
- Stopień sprężania: b.d.
- Moc maksymalna: 135 KM (99 kW)
- Maksymalny moment obrotowy: b.d.
- Prędkość maksymalna: b.d.